# روبن بويد (مهندس معماري)
روبن بويد (بالإنجليزية: Robin Boyd)‏ هو مهندس معماري أسترالي، ولد في 3 يناير 1919، وتوفي في 16 أكتوبر 1971 في ملبورن في أستراليا.